# Таос (округ, Нью-Мексико)
Шаблон:StateAbbr_ 36°34′ пн. ш. 105°38′ зх. д. / 36.57° пн. ш. 105.63° зх. д.
Округ Таос (англ. Taos County) — округ (графство) у штаті Нью-Мексико, США. Ідентифікатор округу 35055.

## Муніципалітети та громади округу Таос
- Амалія

## Історія
Округ утворений 1852 року.

## Демографія
За даними перепису 
2000 року 
загальне населення округу становило 29979 осіб, зокрема міського населення було 12121, а сільського — 17858.
Серед мешканців округу чоловіків було 14698, а жінок — 15281. В окрузі було 12675 домогосподарств, 7755 родин, які мешкали в 17404 будинках.
Середній розмір родини становив 2,98.
Віковий розподіл населення поданий у таблиці:
| Стать    | До 15 років | 15-21 | 22-29 | 30-39 | 40-49 | 50-65 | 65-85 | Понад 85 |
| -------- | ----------- | ----- | ----- | ----- | ----- | ----- | ----- | -------- |
| Чоловіки | 3055        | 1357  | 1269  | 2104  | 2441  | 2848  | 1471  | 153      |
| Жінки    | 2924        | 1239  | 1205  | 2119  | 2656  | 3060  | 1790  | 288      |

## Суміжні округи
- Костілья, Колорадо — північ
- Колфакс — схід
- Мора — південний схід
- Ріо-Арріба — захід
- Конехос, Колорадо  — північний захід

## Виноски
1. ↑  U.S. Decennial Census. United States Census Bureau. Процитовано 2 січня 2015.
2. ↑  Historical Census Browser. University of Virginia Library. Архів оригіналу за 11 серпня 2012. Процитовано 2 січня 2015.
3. ↑  Population of Counties by Decennial Census: 1900 to 1990. United States Census Bureau. Процитовано 2 січня 2015.
4. ↑  Census 2000 PHC-T-4. Ranking Tables for Counties: 1990 and 2000 (PDF). United States Census Bureau. Процитовано 2 січня 2015.
5. ↑  State & County QuickFacts. United States Census Bureau. Архів оригіналу за 11 лютого 2016. Процитовано 30 вересня 2013. [Архівовано 2016-02-11 у Wayback Machine.](англ.) Наведено за англійською вікіпедією.
6. ↑  American FactFinder. Бюро перепису населення США. Архів оригіналу за 26 лютого 2012. Процитовано 31 січня 2008. [Архівовано 2008-05-21 у Wayback Machine.]

| США | Це незавершена стаття з географії США. Ви можете допомогти проєкту, виправивши або дописавши її. |